# Abelha-operária
Uma abelha-operária ou obreira são quaisquer abelhas fêmeas incapazes de reprodução. São, no âmbito das abelhas de origem europeia, responsáveis pela produção do mel e da cera, construção dos favos, coleta e transporte de néctar, pólen e água, alimentação da rainha e das larvas e defesa da colmeia. Os tarsos são modificados para acomodar o pólen coletado nas flores e transportado até as colmeias. Também são conhecidas pelos nomes de abelha-campeadora, abelha-neutra, abelha-operária e mula.
As operárias apanham pólen na cesta de pólen em suas patas traseiras, para levar de volta à colmeia, onde ele é usado como alimento para o desenvolvimento da ninhada. O pólen é transportado em seus corpos, podendo ser levado para outra flor, onde uma pequena porção pode passar para o pistilo, resultando em polinização. Uma quantidade significativa do suprimento mundial de alimentos, especialmente frutas, depende muito da polinização das culturas pelas abelhas.